# Lyrocteis flavopallidus
Lyrocteis flavopallidus is een soort in de taxonomische indeling van de ribkwallen (Ctenophora). 
De kwal behoort tot het geslacht Lyrocteis en behoort tot de familie Lyroctenidae. De wetenschappelijke naam van de soort werd voor het eerst geldig gepubliceerd in 1972 door Robilliard & Dayton.